# 策仁道尔吉·冈呼亚格
策仁道尔吉·冈呼亚格（英語：Tserendorjiin Gankhuyag，1966年—）蒙古族，籍贯不详，蒙古国政治人物。

## 生平
冈呼亚格毕业于俄罗斯联邦伊尔库茨克市国立师范大学、伊尔库茨克市政治夜大，德国外贸学院。他是物理教师、政治研究员、经济学者。历任蒙古民主联盟扎布汗省协调员、人民企业联盟秘书长、主席，国家大呼拉尔委员、国家大呼拉尔常设委员会主任。2000年起，担任蒙古公民意志党总书记、副主席。2004年至2006年，任食品和农业部副部长。
2007年12月，冈呼亚格被任命为蒙古国政府成员、食品和农业部部长。

## 家庭
冈呼亚格已婚。